# Șilindru, Bihor
Șilindru este un sat în comuna Șimian din județul Bihor, Crișana, România.

## Monument dispărut
Fosta așezare din epoca fierului din satul Șilindru (lângă biserica greco-catolică) este înscrisă pe "Lista monumentelor istorice dispărute", elaborată de Ministerul Culturii și Cultelor în anul 2004 (datare: perioada fierului Hallstatt, cod 05A0081).